# Gare de Naintré-les-Barres
La gare de Naintré-les-Barres est une gare ferroviaire française de la ligne de Paris-Austerlitz à Bordeaux-Saint-Jean, située sur le territoire de la commune de Naintré, dans le département de la Vienne, en région Nouvelle-Aquitaine.
Elle est mise en service en 1851. C'est une halte de la Société nationale des chemins de fer français (SNCF), desservie par des trains TER Nouvelle-Aquitaine.

## Situation ferroviaire
Établie à 59 mètres d'altitude, la gare de Naintré-les-Barres est située au point kilométrique (PK) 311,738 de la ligne de Paris-Austerlitz à Bordeaux-Saint-Jean, entre les gares de Nerpuy et de La Tricherie.

## Histoire
La gare est ouverte le 15 juillet 1851.
En 2022, selon les estimations de la SNCF, la fréquentation annuelle de la gare était de 32 089 voyageurs contre 26 364 voyageurs en 2019.

## Service des voyageurs

### Accueil
C'est un point d'arrêt non géré (PANG), équipé de deux quais avec abris. Le passage d'une voie à l'autre se fait un passage souterrain. Un parking pour les véhicules est présent.

### Desserte
Naintré-les-Barres est desservie par des trains omnibus du réseau TER Nouvelle-Aquitaine circulant entre Châtellerault et Poitiers. Certains sont prolongés ou amorcés respectivement à Tours d'un côté, à Angoulême de l'autre.